# Kurt von Elbe
Kurt Emil Theodor Karl von Elbe (* 14. April 1871 in Potsdam; † 3. Juli 1957 in Gießen) war ein preußischer Verwaltungsbeamter, Jurist und Landrat.

## Leben und Herkunft
Kurt von Elbe war ein Sohn des preußischen Oberstleutnants Hermann von Elbe und dessen Ehefrau Anna, geb. Freiin Prätorius von Richthofen. Der Vater wurde wie andere Vetter der Familie stufenweise 1884 in den preußischen Adelsstand erhoben. Nach Ende seiner eigenen Gymnasialbildung studierte er 1891/92 Rechtswissenschaften u. a. in Leipzig. Am 12. August 1893 wurde er als Gerichtsreferendar vereidigt und am 6. November 1895 wechselte er als Regierungsassessor zur Regierung Frankfurt/Oder. Im Anschluss erhielt er Beschäftigung beim Landratsamt im Kreis Hamm, von wo er am 12. Juni 1902 zur Regierung Potsdam wechselte. Am 1. April 1906 wurde er zum kommissarischen Landrat des Landkreises Neuwied ernannt. In seiner Amtszeit die 1919 endete, setzte er sich für die Förderung der Land- und Viehwirtschaft, sowie für die Erweiterung des Bahnverkehrs in seinem Kreis ein. Am 3. Dezember 1919 wurde er zum Oberverwaltungsgerichtsrat ernannt. Seine Verabschiedung in den Ruhestand erfolgte am 1. Oktober 1936.

## Familie
Karl von Elbe heiratete am 24. Mai 1899 in Berlin Käthe Freiin Praetorius von Richthofen-Heinersdorf (* 1. Oktober 1876 in Carlsruhe, Schlesien, † 29. September 1962 in Gießen), Tochter des Majors Eugen Freiherr von Richthofen und dessen Ehefrau Fanny, eine Tochter von Paul Mendelssohn-Bartholdy. Die Tochter Herta von Elbe heiratete 1922 den späteren Juristen Hans-Bone von Schwerin, ebenfalls ein Nachkomme von Paul Mendelssohn-Bartholdy. Herta hatte vier Brüder, Hermann, Joachim, Günter und Friedrich.